# منحنى معطوف

المنحنى المعطوف منحنى مستو من الدرجة الرابعة معادلته:
{\displaystyle \ (y^{2}-x^{2})(x-1)(2x-3)=4(x^{2}+y^{2}-2x)^{2}.}.